# Asunción Challenger 1995
L'Asunción Challenger 1995 è stato un torneo di tennis facente parte della categoria ATP Challenger Series nell'ambito dell'ATP Challenger Series 1995. È stata l'unica edizione del torneo e si è giocata a Asunción in Paraguay dal 29 maggio al 4 giugno 1995 su campi in terra rossa.

## Vincitori

### Singolare
Jaime Oncins ha battuto in finale  Gastón Etlis con il punteggio di 6–3, 6–4

### Doppio
Francisco Montana /  Claude N'goran hanno battuto in finale  Paulo Carvallo /  Francisco Rodríguez con il punteggio di 6–2, 6–3